# Singkawang (Sumatra)
Singkawang is een bestuurslaag in het regentschap Batang Hari van de provincie Jambi, Indonesië. Singkawang telt 1089 inwoners (volkstelling 2010).